# Équipe cycliste Bizkaia-Durango
Bizkaia-Durango est une équipe cycliste féminine espagnole créée en 2003, devenue professionnelle en 2004. 

## Histoire
Elle compte à ses débuts Joane Somarriba comme leader. La Suédoise Emma Johansson et l'Australienne Shara Gillow y ont notamment fait leurs débuts professionnels. L'équipe est dirigée par Juan Maria Balier et Jon A. Elorriaga depuis sa création jusqu'en 2013. Depuis lors, ce dernier et Agurtzane Elorriaga la gère. Denis Gonzalez  est directeur sportif adjoint depuis 2007.
En 2021, Sandra Alonso remporte à Villa-Real l'étape reine de la Setmana Ciclista Valenciana.
Pour la saison 2023, l'équipe recrute la pistarde Heidi Gaugain, alors dans préparation pour participer aux Jeux paralympiques de Paris 2024. La jeune française court, en effet, également avec les valides, tant sur la route que la piste.
En raison d'un budget insuffisant comparé à la réglementation espagnole, l'équipe cesse ses activités à la fin de cette saison 2023,

## Classements UCI

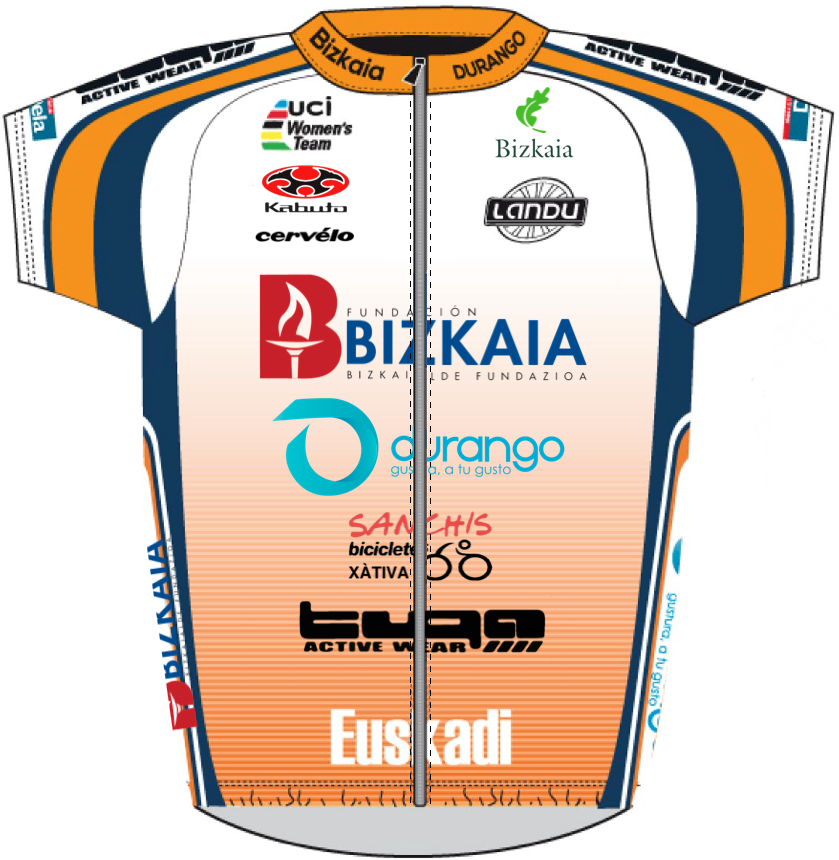
Maillot 2015 de l'équipe

Ce tableau présente les places de l'équipe au classement de l'Union cycliste internationale en fin de saison, ainsi que ses meilleures coureuses au classement individuel.
| Année | Classement par équipes | Meilleure coureuse au classement individuel |
| 2004  | 9e                     | Joane Somarriba (10e)                       |
| 2005  | 15e                    | Joane Somarriba (18e)                       |
| 2006  | 26e                    | Emma Johansson (127e)                       |
| 2007  | 32e                    | Arantzazu Azpiroz (151e)                    |
| 2008  | 30e                    | Arantzazu Azpiroz (213e)                    |
| 2009  | 28e                    | Ana Belén García (274e)                     |
| 2010  | 26e                    | Polona Batagelj (181e)                      |
| 2011  | 15e                    | Shara Gillow (23e)                          |
| 2012  | 25e                    | Lilibeth Chacón (95e)                       |
| 2013  | 27e                    | Ruth Corset (143e)                          |
| 2014  | 26e                    | Yulia Ilinykh (129e)                        |
| 2015  | 33e                    | Elena Utrobina (287e)                       |
| 2016  | 36e                    | Margarita Garcia Cañellas (172e)            |
| 2017  | 23e                    | Margarita Garcia Cañellas (77e)             |
| 2018  | 38e                    | Alice Maria Arzuffi (149e)                  |
| 2019  | 39e                    | Lauren Dolan (204e)                         |
| 2020  | 35e                    | Carla Oberholzer (141e)                     |
| 2021  | 42e                    | Sandra Alonso (160e)                        |

De 2004 à 2015 l'équipe participe à la Coupe du monde. Le tableau ci-dessous présente les classements de l'équipe sur ce circuit, ainsi que sa meilleure coureuse au classement individuel.
| Année | Classement par équipes | Meilleure coureuse au classement individuel |
| 2004  | -                      | -                                           |
| 2005  | -                      | Joane Somarriba (56e)                       |
| 2006  | 26e                    | Emma Johansson (98e)                        |
| 2007  | -                      | -                                           |
| 2008  | -                      | Catrine Josefsson (85e)                     |
| 2009  | -                      | Catrine Josefsson (64e)                     |
| 2010  | -                      | -                                           |
| 2011  | 31e                    | Shara Gillow (44e)                          |
| 2012  | -                      | -                                           |
| 2013  | -                      | -                                           |
| 2014  | -                      | -                                           |
| 2015  | -                      | -                                           |

À partir de 2016, l'UCI World Tour féminin remplace la Coupe du monde.
| Année | Classement par équipes | Meilleure coureuse au classement individuel |
| 2016  | 32e                    | Margarita García (128e)                     |
| 2017  | -                      | -                                           |
| 2018  | 29e                    | Alice Maria Arzuffi (114e)                  |
| 2019  | 29e                    | Cristina Martínez (111e)                    |
| 2020  | 31e                    | Nadine Gil (156e)                           |
| 2021  | 28e                    | Sandra Alonso (139e)                        |

## Victoires principales

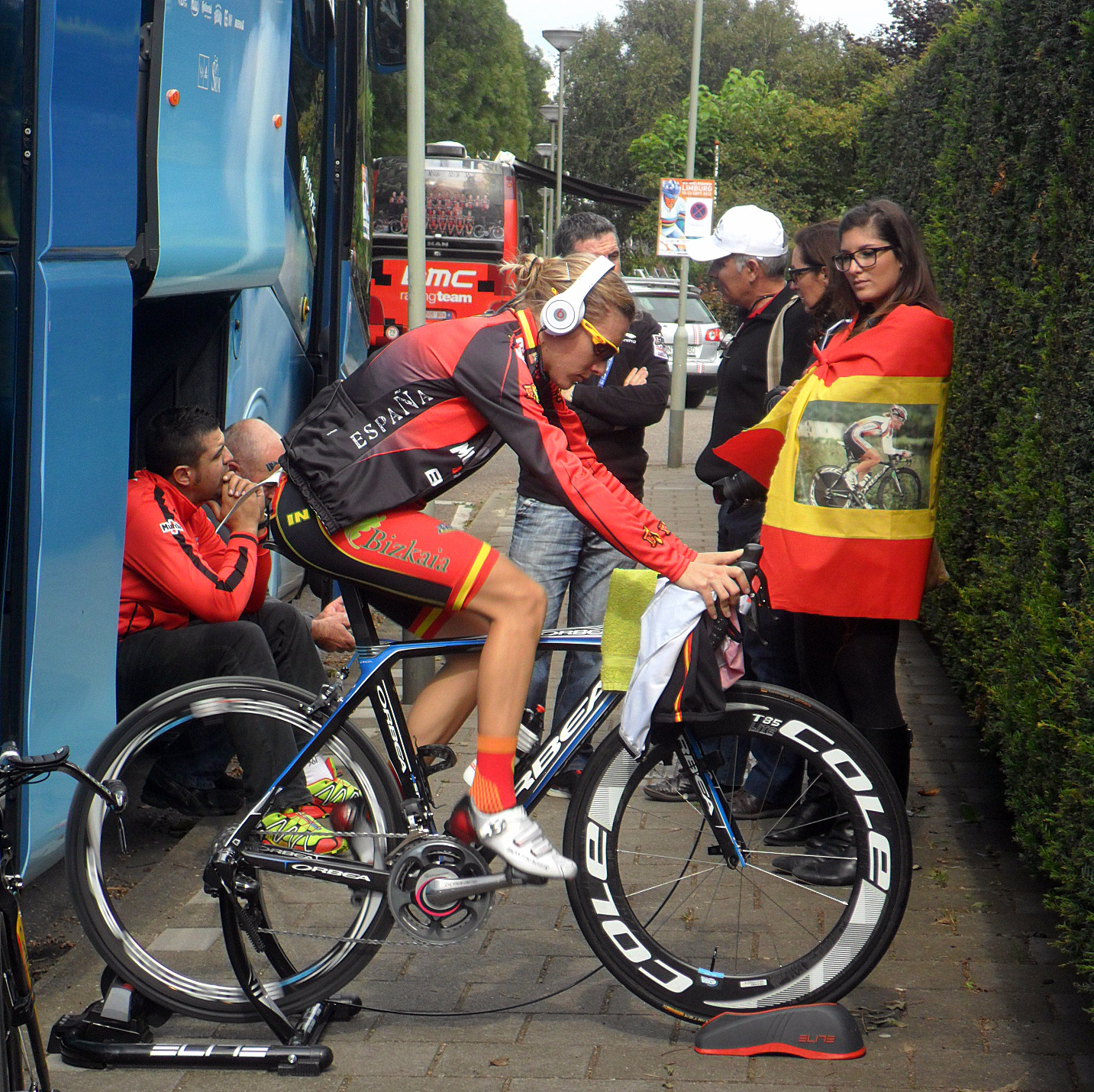
Anna Sanchis remporte trois fois le championnat d'Espagne sous les couleurs de l'équipe. On peut voir le cuissard de celle-ci sur la photo

### Compétitions internationales
Cyclisme sur route
- Championnats panaméricains:
  - Course en ligne : 2017 (Paola Muñoz)

Cyclisme sur piste
- Championnats panaméricains:
  - Course aux points : 2012 (Paola Muñoz)
  - Scratch : 2012 (Lilibeth Chacon)

### Championnats nationaux
Cyclisme sur route

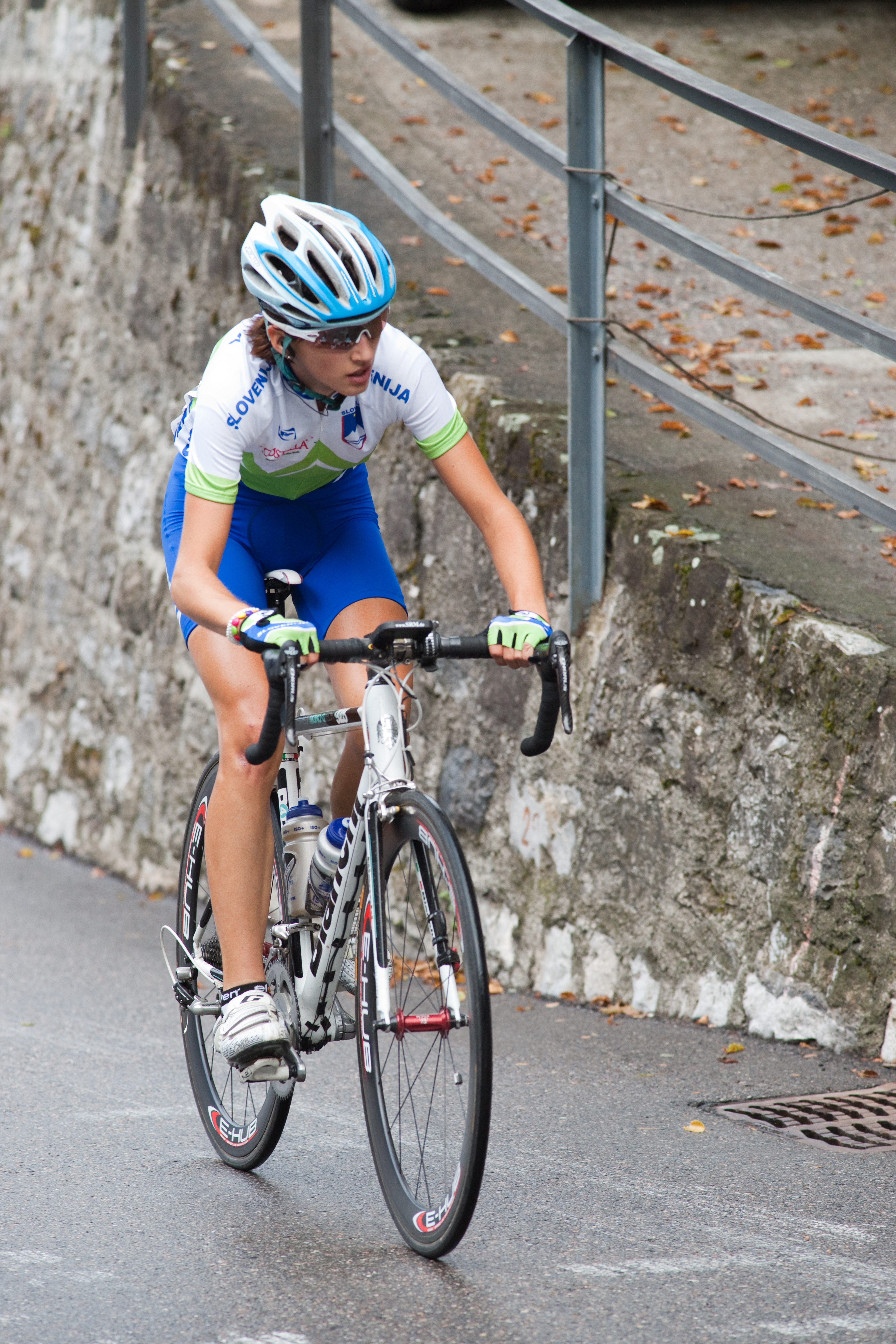
Polona Batagelj gagnait son championnat national systèmatiquement quand elle se trouvait dans l'équipe

- Championnats du Brésil : 1
  - Contre-la-montre : 2014(Márcia Fernandes)
- Championnats d'Espagne : 7
  - Course en ligne :  2012 (Anna Sanchis), 2013 (Ane Santesteban), 2014 (Anna Ramírez), 2016 (Mavi García)
  - Contre-la-montre : 2012, 2013 (Anna Sanchis), 2014 (Leire Olaberria), 2017 (Lourdes Oyarbide)
- Championnats de Hongrie : 1
  - Contre-la-montre : 2014 (Veronika Anna Kormos)
- Championnats de Slovénie : 3
  - Course en ligne : 2010, 2011 et 2013 (Polona Batagelj)
- Championnats de Namibie : 2
  - Course en ligne : 2017 (Vera Adrian)
  - Contre-la-montre : 2017 (Vera Adrian)

## Encadrement
De 2005 à 2013, Juan Maria Balier est le représentant de l'équipe auprès de l'UCI. Il est remplacé depuis par l'ancienne coureuse Agurtzane Elorriaga. Elle est directrice sportive adjoint en 2013, 2016 et en 2017. De 2005 à 2017, Jon A. Elorriaga est le gérant de l'équipe. Il est assisté de 2005 à 2006 par Ramon Gonzalez. Denis Gonzalez est directeur sportif adjoint de 2007 à 2017. En 2015, Igor Kuznetcov occupe également ce poste.

## Structure
La structure gérant l'équipe est la Sociedad Ciclista Duranguesa (es).

## Partenaires

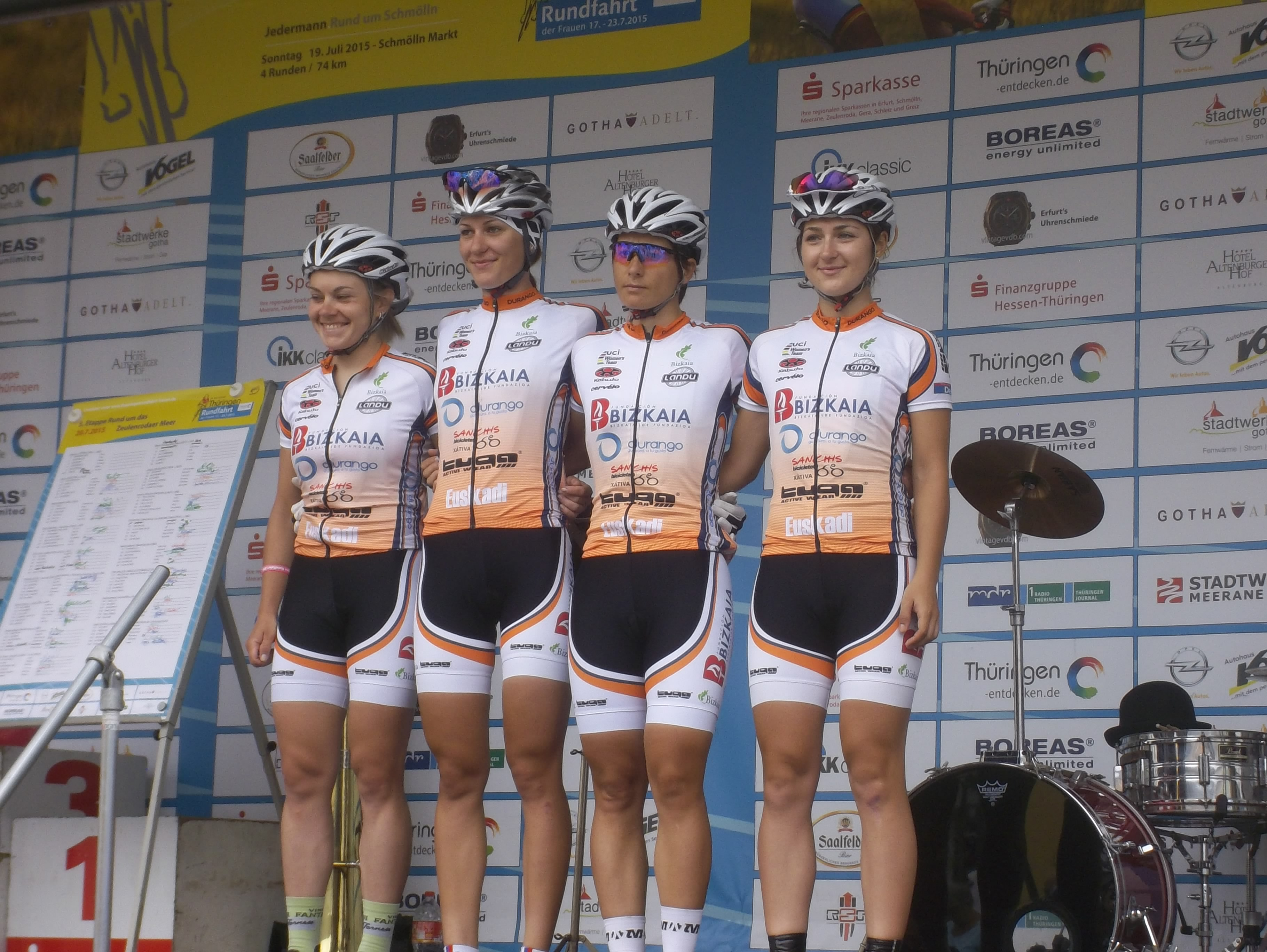
Au Tour de Thuringe 2015

Les principaux partenaires de l'équipe sont la province basque de Biscaye et la ville de Durango. De 2005 à 2007, l'entreprise de sécurité informatique Panda Software finance également l'équipe. En 2009, le fournisseur d'habillement cycliste Champion System soutient la formation.
En 2016, l'équipe utilise des cycles de la marque Orbea.

## Dopage
Le 30 octobre 2014, il est annoncé que la championne du Brésil du contre-la-montre en titre et membre de l'équipe Márcia Fernandes a été contrôlée positive à l'EPO.

## Bizkaia-Durango en 2022

### Effectif
| Effectif 2022                       | Effectif 2022     | Effectif 2022 | Effectif 2022                          |
| Cycliste                            | Date de naissance | Pays          | Équipe précédente                      |
| ----------------------------------- | ----------------- | ------------- | -------------------------------------- |
| Daniela Campos                      | 31 mars 2002      | Portugal      |                                        |
| Marina Garau Roca (1 janv.–31 mars) | 15 septembre 2002 | Espagne       |                                        |
| Iris Gomez                          | 21 octobre 1986   | Espagne       |                                        |
| Lucía González                      | 9 juillet 1990    | Espagne       | Lointek (2017)                         |
| Eukene Larrarte                     | 13 septembre 1998 | Espagne       | Laboral Kutxa-Fundación Euskadi (2021) |
| Irene Loizate                       | 17 mai 1995       | Espagne       |                                        |
| Irene Mendez Melgarejo              | 14 mai 1992       | Espagne       | Río Miera-Cantabria Deporte (2021)     |
| Beatriz Pereira                     | 25 juillet 2003   | Portugal      |                                        |
| Sofía Rodríguez                     | 21 octobre 1999   | Espagne       | Sopela Women's Team (2021)             |
| Aileen Schweikart                   | 27 mars 1996      | Allemagne     |                                        |
| Catalina Soto                       | 8 avril 2001      | Chili         | NXTG Racing (2021)                     |
| Alba Teruel                         | 17 août 1996      | Espagne       | Movistar Team (2021)                   |
| Carolina Upegui                     | 16 mars 1989      | Colombie      | Colnago CM Team (2021)                 |
|                                     |                   |               |                                        |
| Source : UCI                        |                   |               |                                        |

### Victoires
| Victoires | Victoires                                   | Victoires | Victoires | Victoires      | Victoires |
| Date      | Course                                      | Pays      | Classe    | Vainqueur      |           |
| --------- | ------------------------------------------- | --------- | --------- | -------------- | --------- |
| 1 avr.    | Championnat du Chili du contre-la-montre    | Chili     | CN        | Catalina Soto  |           |
| 24 juin   | Championnat du Portugal du contre-la-montre | Portugal  | CN        | Daniela Campos |           |
| 25 juin   | Championnat du Portugal sur route           | Portugal  | CN        | Daniela Campos |           |

### Classements mondiaux
| Classement UCI | Classement UCI         | Classement UCI | Classement UCI |
| Coureuse       | Coureuse               | Pays           | Points         |
| -------------- | ---------------------- | -------------- | -------------- |
| 109e           | Catalina Soto          | Chili          | 296 pts        |
| 194e           | Daniela Campos         | Portugal       | 150 pts        |
| 331e           | Aileen Schweikart      | Allemagne      | 78 pts         |
| 482e           | Melissa Maia           | Portugal       | 50 pts         |
| 482e           | Beatriz Pereira        | Portugal       | 50 pts         |
| 905e           | Irene Mendez Melgarejo | Espagne        | 13 pts         |
| 1155e          | Sofía Rodríguez        | Espagne        | 3 pts          |